# 朱家媛
朱家媛（1961年4月—），女，汉族，四川德阳人，中华人民共和国政治人物，现任中国民主同盟中央委员会常务委员，南充市政协副主席。第十二届全国政协委员。